# Bazilika sv. Antona Padovanskega, Padova
Papeška bazilika svetega Antona Padovanskega (italijansko: Basilica Pontificia di Sant'Antonio di Padova) je rimskokatoliška cerkev in manjša bazilika v Padovi v Benečiji v Severni Italiji, posvečena svetemu Antonu Padovanskem. Čeprav baziliko obiskujejo ljudje iz vsega sveta, to ni naslovna stolnica mesta, naslov pripada stolnici-baziliki svete Marije Padovanske. Lokalna bazilika je znana kot il Santo. Je eno izmed osmih mednarodnih svetišč, ki jih priznava Sveti sedež.

## Zgodovina
Gradnja cerkve se je verjetno začela okoli leta 1232, le eno leto po smrti svetega Antona. Dokončana je bila leta 1310, čeprav je med koncem 14. in sredino 15. stoletja prišlo do več strukturnih sprememb (vključno s padcem ambulatorija in gradnjo nove korne pregrade). Svetnik je bil po njegovi volji pokopan v majhni cerkvi Santa Maria Mater Domini, ki verjetno izhaja iz konca 12. stoletja in blizu katere je leta 1229 ustanovil samostan. Ta cerkev je bila v sedanjo baziliko vključena kot Cappella della Madonna Mora (Kapela temne Madone).

## Arhitektura
Bazilika Antona Padovanskega je velikanska zgradba brez natančnega arhitekturnega sloga. Skozi stoletja je zrasla pod različnimi vplivi, kar kažejo zunanje podrobnosti.
Gradnja je bila začeta kot enoladijska cerkev, kot cerkev svetega Frančiška Asiškega, z apsidalnim korom, širokimi transepti in dvema kvadratnima ladijskima obokoma, pokritima s polkrožnima kupolama, kot je San Marco v Benetkah. Zunanjost je mešanica predvsem romanskih in bizantinskih elementov z nekaterimi gotskimi značilnostmi.
Kasneje, v 13. stoletju, sta bili dodani stranski ladji v bolj gotskem slogu, dolžina vsake ladijske obočne pole je bila razdeljena na dve obočni poli stranske ladje z obrobnimi loki in štirioglatimi oboki.
Vzhodna apsida je bila razširjena v gotskem slogu, saj je na francoski način dobila rebrast obok in devet žarkastih kapelic. Kasneje leta 1691 je v baročnem slogu kapelico zakladnice zgradil Filippo Parodi, Berninijev učenec.
Zunaj ima opečno fasado romanski osrednji del, ki so ga ob gradnji stranskih ladij podaljšali navzven, tako da so pridobili štiri globoke gotske vdolbine in eleganten arkadiran balkon, ki se razprostira na širokem prednjem delu stavbe. Fasadni zatrep kaže na majhno razliko med glavno in stranskima ladjama, pri čemer so prikazane zelo veliki oporniki, ki imajo enak profil in tvorijo bogato kiparsko okrasje, kadar stavbo gledamo s strani.
Kupole, tako kot kupole bazilike svetega Marka, so bile navzgor postavljene v višino, kar daje stavbi bizantinski izgled, množica majhnih zvonikov, ki spremljajo kupole, pa spominja na turške minarete. Zunaj je na glavni liniji strehe vsak odsek stavbe zaznamovan z nizkim trikotnikom, okrašenim s slepimi arkadami v opeki. Te frčade združujejo s kupolami, širokimi nosilci in majhnimi stolpi, da bi ustvarile ogromno kiparsko obliko, tako raznoliko in poenoteno v svojem konglomeratu značilnosti. Kot arhitekturno delo je stavba še posebej učinkovita, če jo gledamo s severozahoda, na fasado je dodana dodatna dimenzija z ogromnim podstavkom in dinamičnim Donatellovim konjeniškim kipom kondotiera Gattamelata.

## Umetniška dela in zakladi
Notranjost cerkve vsebuje številne nagrobne spomenike, tudi pomembne umetniške vrednosti. Kapela blaženega zakramenta (Cappella del Santissimo Sacramento, znana tudi kot Cappella Gattamelata), v desni ladji, je grob slavnega kondotjera Gattamelata in njegovega sina Giannantonio. Bronasti tabernakelj je delo Girolama Campagna. Ta kapela je s svojimi širokimi barvnimi pasovi in vklesanimi gotskimi detajli imela številne faze dekoracije, zadnja faza je ustvarjanje mozaika v visoki zadnji niši, ki predstavlja Svetega Duha z žarki zlate svetlobe, ki se spuščajo na ozadje modro nebo. To delo je ustvaril Lodovico Pogliaghi med letoma 1927 in 1936.
Relikvije sv. Antona najdemo v okrašeni baročni zakladni kapeli (gradnja se je začela leta 1691). Telo svetnika, ki je bilo v kapeli Madone Mora, leži od leta 1350 v ločeni kapeli v transeptu, kapeli svetega Antona, katere notranjo dekoracijo pripisujejo Tulliu Lombardu, ki je izdelal tudi šesti in sedmi relief z upodobitvijo čudežev svetega Antona (Čudež skopuškega človeškega srca, Čudež razžaljenega človeka). Tretji relief Svetnik, ki oživi umorjenega moškega, je mojstrovina Girolamo Campagna. Kipe iz poznega 16. stoletja je postavil Tiziano Aspetti.
Bazilika vsebuje več pomembnih podob Madone. Madona Mora je kip Madone s otrokom Jezusom francoskega kiparja Rainaldina di Puy-l'Evéqueja iz leta 1396. Njeno ime se nanaša na njene črne lase in oljčni ton kože, kar se razlaga kot 'rožnato'.
Madona del Pilastro je freska Stefano da Ferrara iz srede 14. stoletja, ki je na slopu ob levi stranski ladji.
Med drugimi kiparskimi deli je velikonočni kandelaber v apsidi, ki ga je leta 1515 končal Andrea Briosco in veljal za njegovo mojstrsko delo. Na območju visokega oltarja so bronasta Madona z otrokom in šest Donatellovih kipov svetnikov, ki je prav tako izdelal štiri reliefe z epizodami Življenja svetega Antona.
Na desni strani stranske ladje, nasproti svetnikovega groba, je velika kapela svetega Jakoba, ki jo je v 1370-ih v gotskem slogu naročil Bonifacio Lupi, s freskiranimi stenami, ki prikazujejo Zgodbe o svetem Jakobu in Križanje Altichiera da Zevia. To Križanje je ena najpomembnejših slik poznega 14. stoletja. Obstaja več fresk, ki jih je ustvaril Girolamo Tessari.
Brada in jezik svetega Antona sta prikazana v zlatem relikviariju v baziliki.

## Glasbena zgodovina
Skladatelj Francesco Antonio Calegari je bil v 1720-ih maestro di cappella. Giuseppe Tartini, baročni skladatelj in violinist, je bil maestro di cappella v 18. stoletju
. 